# Diagramma colore-colore

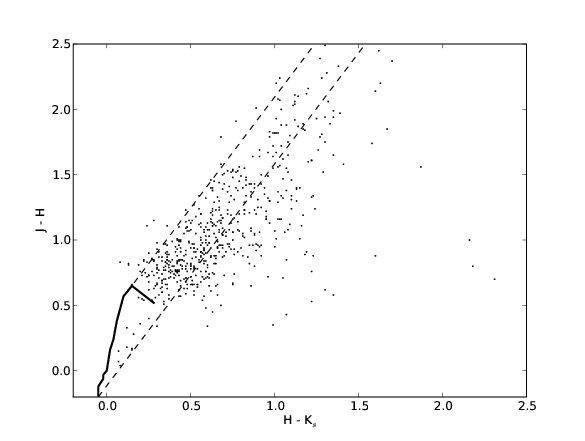
Il diagramma colore–colore dell'ammasso del Trapezio, che mostra come diversi membri dell'ammasso abbiano un eccesso di emissione infrarossa, tipica di stelle giovani circondate da dischi circumstellari.

In astronomia il diagramma colore-colore è uno strumento che mette a confronto la magnitudine apparente di una stella a differenti lunghezze d'onda dello spettro elettromagnetico. Gli astronomi di norma si concentrano su una stretta banda attorno a determinate lunghezze d'onda, osservando le variazioni di luminosità riscontrabili passando da una lunghezza d'onda all'altra; la differenza di luminosità tra due bande è definita colore. In questa rappresentazione grafica, il colore definito da due bande di lunghezze d'onda è rappresentato nell'asse delle ascisse, mentre il colore definito da un'altra differenza di luminosità (anche se di solito è impiegata una stessa banda nel determinare ambo i colori) è riportato nell'asse delle ordinate.

## Concetti di base
Anche se le stelle non sono dei corpi neri perfetti, gli spettri della luce emessa dalle stelle si avvicinano moltissimo alla curva di radiazione di un corpo nero. La forma complessiva della curva di radiazione dipende unicamente dalla temperatura del corpo, dal momento che la lunghezza d'onda dei picchi di intensità della radiazione è inversamente proporzionale alla temperatura secondo la legge di Wien. Perciò, l'osservazione di uno spettro stellare dà informazioni sulla sua temperatura effettiva. Ottenere lo spettro completo dell'emissione di una stella tramite la spettrometria è molto più impegnativo rispetto alla semplice fotometria in alcune bande; di conseguenza, confrontare la magnitudine di una stella in molteplici e differenti indici di colore, permette di determinare la temperatura effettiva di una stella, dal momento che le differenze di magnitudine tra ciascun indice saranno univoche per quella data temperatura. Come tale, il diagramma colore-colore può essere sfruttato per rappresentare una popolazione stellare, quasi come un diagramma H-R, e le stelle di diverse classi spettrali si collocheranno in diverse parti del diagramma. Questa caratteristica trova applicazione alle diverse bande di lunghezze d'onda.

## Applicazioni

### Anomalie del colore
L'analisi dei dati ottenuti tramite vaste campagne osservative, come la Sloan Digital Sky Survey (SDSS) o la 2 Micron All Sky Survey (2MASS), può costituire una sfida a causa dell'immane mole di dati prodotti. In campagne come queste, i diagrammi colore-colore trovano grande applicazione nell'individuazione delle stelle che fanno eccezione dalla popolazione della sequenza principale, che, una volta identificate, possono essere studiate in maggiore dettaglio. Questo metodo è impiegato per identificare le subnane ultrafredde. Numerose stelle binarie, che alla normale osservazione fotometrica appaiono come un'unica stella, sono state risolte studiando col diagramma colore-colore tali eccezioni, soprattutto nel caso in cui uno dei due membri non facesse parte della sequenza principale. In particolare, gli stadi evolutivi di alcune stelle nel ramo asintotico delle giganti, dalla fase di stella al carbonio sino alla nebulosa planetaria, appaiono in regioni distinte dei diagrammi colore-colore. Anche i quasar, che pure non sono oggetti stellari, appaiono come delle eccezioni nel diagramma colore-colore.

### Formazione stellare

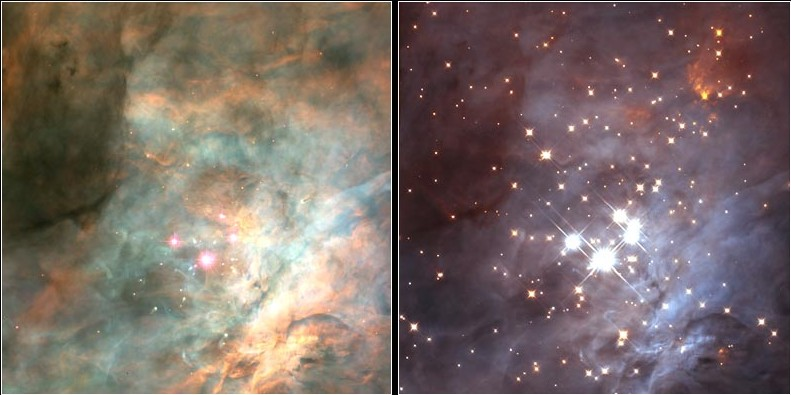
Ripresa nel visibile (sinistra) e nell'infrarosso (destra) dell'ammasso del Trapezio. L'immagine nel visibile mostra ampie nubi di polveri, mentre l'immagine infrarossa mostra un gran numero di giovani stelle, celate dalle polveri. NASA / ESA.

I diagrammi colore-colore sono spesso utilizzati nell'astronomia dell'infrarosso per studiare le regioni di formazione stellare. Le stelle si formano nelle nubi interstellari a partire dal collasso gravitazionale delle polveri e dei gas che le costituiscono. Man mano che il collasso prosegue, si viene a formare un disco di accrescimento, che è riscaldato dall'interno dalla stella nascente. Le polveri del disco iniziano a irradiare come un corpo nero, sebbene a temperatura inferiore rispetto a quella della superficie della stella. Il riscaldamento delle polveri si riflette in un eccesso di emissione infrarossa. Anche senza far ricorso alla presenza delle polveri circumstellari, si è visto che le regioni di formazione stellare possiedono delle luminosità nell'infrarosso superiori a quelle delle stelle nella sequenza principale. Ciascuno di questi effetti è distinto dall'arrossamento della luce di una stella dovuto allo scattering ad opera delle polveri del mezzo interstellare.
I diagrammi colore-colore permettono di isolare questi effetti. Dal momento che sono ben note le relazioni colore-colore delle stelle di sequenza principale, è possibile proiettare come riferimento nel diagramma il tracciato di una teorica sequenza principale, come è visibile nel diagramma riportato in testa alla pagina. Alla luce dello scattering operato dalle polveri interstellari, nel diagramma colore-colore si rappresentano solitamente delle porzioni, circoscritte da linee tratteggiate, che definiscono le regioni in cui ci si attende di osservare delle stelle la cui luce subisce un processo di arrossamento. Di norma, nel diagramma riferito all'infrarosso, si pone nell'asse delle "x" la banda (H - K), nell'asse delle "y" la banda (J - H) (vedi la voce astronomia dell'infrarosso per informazioni sulle designazioni delle bande di colore). In un diagramma con questi assi, le stelle che cadono alla destra della sequenza principale e le stelle di sequenza principale arrossate dalle polveri sono significativamente più brillanti, nella banda K, delle stelle di sequenza principale non arrossate. La banda K, inoltre, è quella con la maggiore lunghezza d'onda, per cui gli oggetti che hanno una luminosità anormalmente alta in questa banda mostrano il cosiddetto eccesso di emissione infrarossa. L'emissione nella banda K di tali oggetti, in genere di natura protostellare, è dovuta all'estinzione causata dalla nebulosa a riflessione in cui si trovano. I diagrammi colore-colore possono essere utilizzati nello studio della formazione stellare, dal momento che è possibile determinare in che stadio di formazione si trova la stella semplicemente osservando la sua posizione nel diagramma.